# 桑布尔河畔博尔派尔
桑布尔河畔博尔派尔（法語：Beaurepaire-sur-Sambre，法語發音：[boʁpɛʁ syʁ sɑ̃bʁ]）是法国上法蘭西大區北部省的一个市镇，属于埃尔普河畔阿韦讷区。

## 地理
桑布尔河畔博尔派尔（50°3'41"N, 3°47'41"E）面积7.86 平方千米，位于法国上法蘭西大區北部省，该省份为法国最北部的省份及最长的省份，西北濒北海，西接加来海峡省，南至埃纳省和索姆省，东与比利时接壤。
与桑布尔河畔博尔派尔接壤的市镇（或旧市镇、城区）包括：蒂耶拉什地区巴尔济、蒂耶拉什地区勒努维永、丰特内尔、卡尔蒂尼、珀蒂费、普里什。

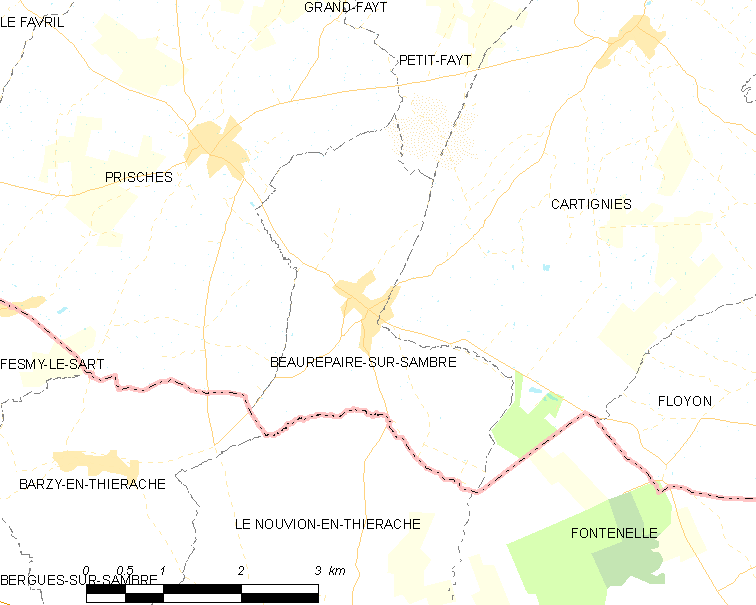
桑布尔河畔博尔派尔的OSM定位图

桑布尔河畔博尔派尔的时区为UTC+01:00、UTC+02:00（夏令时）。

## 行政
桑布尔河畔博尔派尔的邮政编码为59550，INSEE市镇编码为59061。

## 政治
桑布尔河畔博尔派尔所属的省级选区为埃尔普河畔阿韦讷县。

## 人口

1962-2008年间桑布尔河畔博尔派尔人口变化图示

桑布尔河畔博尔派尔于2022年1月1日时的人口数量为277人。